# Назаров, Андрей Викторович
Андре́й Ви́кторович Наза́ров (род. 22 мая 1974, Челябинск) — советский и российский хоккеист, левый крайний нападающий, российский тренер. Первый русский тафгай в НХЛ.

## Карьера

### Игрока
В хоккей начал играть в школе челябинского «Трактора». Профессиональная карьера хоккеиста началась в московском «Динамо». В составе московского клуба провёл три сезона 1991—1994, всего 60 игр, набрал 17 очков (12+5), 89 минут штрафа. В составе московского «Динамо» стал обладателем Кубка Тампере 1992, финалистом Кубка Европы 1992 и чемпионом страны 1993.
Будучи игроком «Динамо-2» Москва стал третьим призёром Юниорского чемпионата Европы 1992 в Норвегии.
В 1992 году был выбран на драфте под общим 10-м номером командой «Сан-Хосе Шаркс».
В НХЛ провёл 12 сезонов за команды: «Сан-Хосе Шаркс», «Тампа-Бэй Лайтнинг», «Калгари Флэймз», «Анахайм Майти Дакс», «Бостон Брюинз», «Финикс Койотис» и «Миннесота Уайлд» в которых провёл 571 игру, набрал 124 очка (53+71). Являлся одним из немногих российских тафгаев за океаном. Также провёл 141 игру в ИХЛ. Всего в НХЛ набрал 1409 минут штрафа — рекорд среди российских игроков.
Помимо «Динамо», в России выступал за новокузнецкий «Металлург» и «Авангард».
В 1998 году участвовал в чемпионате мира в Швейцарии.
В 2006 году объявил о завершении карьеры игрока.

### Тренера
Завершив карьеру игрока, Назаров стал менеджером в «Тракторе», а после ухода Геннадия Цыгурова в 2007 стал главным тренером клуба. Окончил курсы тренеров в УралГУФК. Через три года Назарова пригласили в тренерский штаб сборной России в качестве специалиста по НХЛ. 8 апреля 2010 ушёл в отставку с поста главного тренера «Трактора». В октябре 2010 года был назначен главным тренером ХК «Витязь». 18 мая 2012 назначен главным тренером ХК «Северсталь» на сезон 2012/2013. 14 мая 2013 года возглавил донецкий «Донбасс». 20 августа 2013 года возглавил сборную Украины по хоккею. С 2014 по 2015 годы возглавлял астанинский «Барыс» и Сборную Казахстана по хоккею — с целью сделать «Барыс» базовым клубом сборной, с которой нужно было пробиться на олимпийский турнир в Пхёнчхан-2018. Не выполнив эту задачу с «Барысом», Назаров с 20 июня 2015 — главный тренер СКА (Санкт-Петербург). Контракт с тренером заключён сроком на 2 года. 16 октября 2015 года был отправлен в отставку с поста главного тренера СКА из-за плохих результатов клуба. 20 октября 2015 года вернулся на пост главного тренера казахстанского клуба «Барыс». 6 сентября 2016 года попечительским советом хоккейного клуба «Барыс» был отправлен в отставку с формулировкой «За неудовлетворительные спортивные результаты». В тот же день Назаров был отправлен в отставку и с поста главного тренера сборной Казахстана, как только сборная не смогла квалифицироваться на Олимпиаду-2018.
После стал главным тренером хоккейного клуба «Нефтехимик». 29 декабря 2018 года был освобождён от занимаемой должности руководством клуба.

## Достижения
- Чемпион России 1993
- Обладатель Кубка европейских чемпионов 2005 г. в составе омского Авангарда
- Обладатель Кубка Тампере 1992
- Финалист Кубка Европы 1992
- Второй призёр Кубка Лугано 1992
- Участник чемпионата мира 1998
- Третий призёр чемпионата Европы среди юниоров 1992

## Статистика
| Легенда | Легенда                    | Легенда | Легенда                   | Легенда | Легенда    |
| ------- | -------------------------- | ------- | ------------------------- | ------- | ---------- |
| И       | Количество проведённых игр | Штр     | Штрафное время            | +/−     | Плюс-минус |
| Г       | Голы                       | П       | Голевые передачи          | О       | Очки       |
| -       | Статистика неизвестна      | —       | Статистика не учитывалась |         |            |

### Тренерская статистика
| Команда         | Турнир-сезон    | Регулярный сезон | Регулярный сезон | Регулярный сезон | Регулярный сезон | Регулярный сезон | Регулярный сезон | Регулярный сезон                    | Плей-офф                     | Плей-офф                     | Плей-офф                     |
| Команда         | Турнир-сезон    | И                | В                | ВО/ВБ            | ПО/ПБ            | П                | О                | Результат                           | В                            | П                            | Результат                    |
| --------------- | --------------- | ---------------- | ---------------- | ---------------- | ---------------- | ---------------- | ---------------- | ----------------------------------- | ---------------------------- | ---------------------------- | ---------------------------- |
| Трактор         | РСЛ 2007-08     | 57               | 20               | 5                | 6                | 26               | 76               | 14-е место                          | 0                            | 3                            | Уступили в 1/8 финала        |
| Трактор         | КХЛ 2008-09     | 56               | 24               | 2                | 8                | 22               | 84               | 12-е место                          | 0                            | 3                            | Уступили в 1/8 финала        |
| Трактор         | КХЛ 2009-10     | 56               | 18               | 3                | 4                | 31               | 64               | 7-е место на Востоке                | 1                            | 3                            | Уступили в 1/8 финала        |
| Витязь          | КХЛ 2010-11     | 40               | 12               | 4                | 1                | 23               | 45               | 11-е место на Западе                | Не попали в плей-офф         | Не попали в плей-офф         | Не попали в плей-офф         |
| Витязь          | КХЛ 2011-12     | 54               | 10               | 6                | 2                | 36               | 44               | 9-е место на Западе                 | Не попали в плей-офф         | Не попали в плей-офф         | Не попали в плей-офф         |
| Северсталь      | КХЛ 2012-13     | 52               | 21               | 7                | 8                | 16               | 85               | 5-е место на Западе                 | 4                            | 6                            | Уступили в 1/4 финала        |
| Донбасс         | КХЛ 2013-14     | 54               | 27               | 7                | 2                | 18               | 97               | 4-е место на Западе                 | 6                            | 7                            | Уступили в 1/4 финала        |
| Украина         | ЧМ 2014 Д1 А    | 5                | 2                | 0                | 1                | 2                | 7                | 4-е место                           | -                            | -                            | -                            |
| Барыс           | КХЛ 2014-15     | 50               | 21               | 5                | 7                | 17               | 80               | 5-е место на Востоке                | 3                            | 4                            | Уступили в 1/8 финала        |
| Казахстан       | ЧМ 2015 Д1 А    | 5                | 5                | 0                | 0                | 0                | 15               | Вышли в ТОП-дивизион ЧМ 2016        | Вышли в ТОП-дивизион ЧМ 2016 | Вышли в ТОП-дивизион ЧМ 2016 | Вышли в ТОП-дивизион ЧМ 2016 |
| СКА             | КХЛ 2015-16     | 22               | 8                | 2                | 2                | 10               | 30               | отставка                            | -                            | -                            | -                            |
| Барыс           | КХЛ 2015-16     | 36               | 14               | 7                | 0                | 15               | 56               | 9-е место на Востоке                | Не попали в плей-офф         | Не попали в плей-офф         | Не попали в плей-офф         |
| Казахстан       | ЧМ 2016         | 7                | 0                | 1                | 0                | 6                | 2                | 16-е место (Переход в ЧМ 2017 Д1 А) | -                            | -                            | -                            |
| Барыс           | КХЛ 2016-17     | 3                | 0                | 0                | 0                | 3                | 0                | отставка                            | -                            | -                            | -                            |
| Казахстан       | ОИ 2018 (квал.) | 3                | 1                | 1                | 0                | 1                | 5                | 3-е место отставка                  | -                            | -                            | -                            |
| Нефтехимик      | КХЛ 2016-17     | 35               | 14               | 3                | 4                | 14               | 52               | 10-е на Востоке                     | Не попали в плей-офф         | Не попали в плей-офф         | Не попали в плей-офф         |
| Нефтехимик      | КХЛ 2017-18     | 56               | 27               | 3                | 7                | 19               | 94               | 6-е на Востоке                      | 1                            | 4                            | Уступили в 1/8 финала        |
| Нефтехимик      | КХЛ 2018-19     | 42               | 11               | 4                | 5                | 22               | 35               | отставка                            | -                            | -                            | -                            |
| Сочи            | КХЛ 2021-22     | 35               | 15               | 4                | 3                | 17               | 41               | 11-е на Западе                      | Не попали в плей-офф         | Не попали в плей-офф         | Не попали в плей-офф         |
| Сочи            | КХЛ 2022-23     | 20               | 3                | 0                | 3                | 14               | 9                | отставка                            | -                            | -                            | -                            |
| Всего в РСЛ/КХЛ | Всего в РСЛ/КХЛ | 668              | 245              | 62               | 62               | 303              | 892              | -                                   | 17                           | 35                           | -                            |